# National Monuments Record of Scotland
National Monuments Record of Scotland (NMRS), in italiano:  Registro dei monumenti nazionali di Scozia, era il termine utilizzato per l'archivio dei siti, dei monumenti e degli edifici della Scozia in passato mantenuto dalla Royal Commission on the Ancient and Historical Monuments of Scotland (Commissione Reale sugli antichi e storici monumenti della Scozia) (RCAHMS). La Commissione è stata istituita dal Mandato Reale sotto il regno di Giorgio VI, "per fare l'inventario dei monumenti storici e antichi, connessi o illustrativi della cultura contemporanea, la civiltà e le condizioni di vita della gente in Scozia fin dai tempi più antichi fino all'anno 1707, e a specificare quelli che sembrano più meritevoli di conservazione."
Il nome distinto dell'archivio non è più dato in risalto nelle pubblicazioni della RCAHMS. 
Il NMRS è stato creato quando il  Scottish National Buildings Record (fondato nel 1942) è stato trasferito al RCAHMS nel 1966.
Vi sono 240,000 siti archeologici, monumenti e costruzioni classificati nel "CANMORE", il database del NMRS National Monuments Record of Scotland. Il National Monuments Record of Scotland conserva inoltre una raccolta di fotografie, disegni e manoscritti.